# 二人のひざまずく寄進者のいる受胎告知 (リッピ)
『二人のひざまづく寄進者のいる受胎告知』（ふたりのひざまづくきしんしゃのいるじゅたいこくち、伊:Annunciazione di palazzo Barberini）は、イタリアのルネサンス期の巨匠フィリッポ・リッピによる絵画である。1440-1445年に制作され、ローマにあるバルベリーニ宮の国立古典絵画館に所蔵されている。作品の由来は、フィレンツェのサン・テジーディオ教会に関連付けられている。
構図は、場面の中心を占める聖母マリアを中心に回っている。背景の右側には、二人の小さな女性像が階段に乗っている。二人の寄進者の肖像画は、特定化されていない寄進者が欄干の後ろにひざまずいているところを表している。人物たちが自然なサイズ（つまり、宗教上の人物と同じサイズ）で表現されていることは、比較的新しいスタイルの特徴であった。
作品は、わかっていない時期に左側が切断されたようである。かつて、アンドレアおよびロレンツォ・ディラリオーネ・デ・バルディとして特定化された寄進者に関連して、制作年は1452年以降と見られていたが、現在ではミュンヘンにある『受胎告知』との比較、そしてフラ・アンジェリコの作品との類似性から1440年代初めに制作されたと考えられている。1440年ごろのアンドレア・デル・カスターニョの協力も示唆されている。最近、フォルコ・ポルティナリとフォルゴナッチオとして特定化された寄進者は、おそらく助手の助けを借りて描かれたと見られている。

## 関連作品

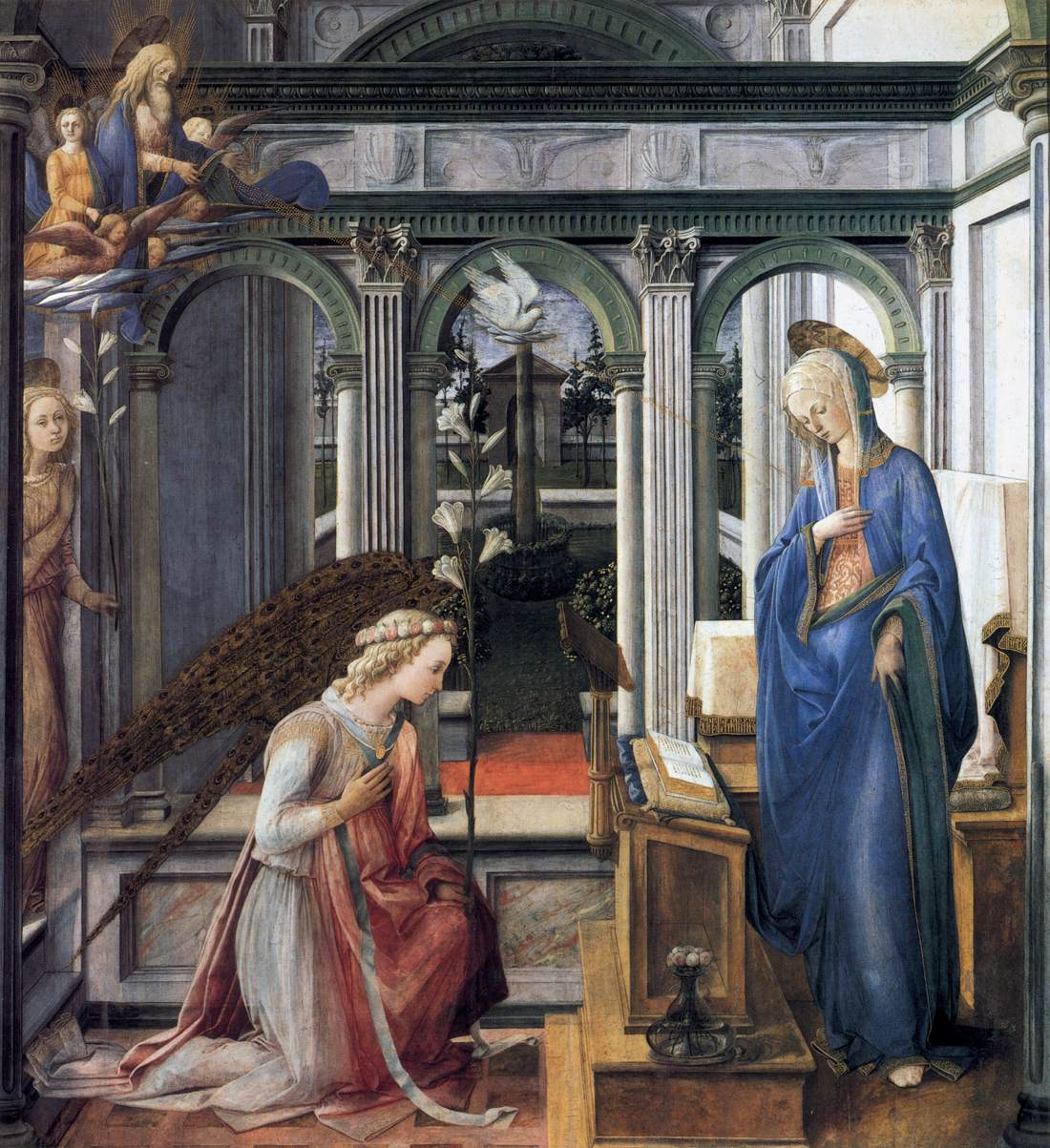
『受胎告知』(1443-1450年)、アルテ・ピナコテーク (ミュンヘン)
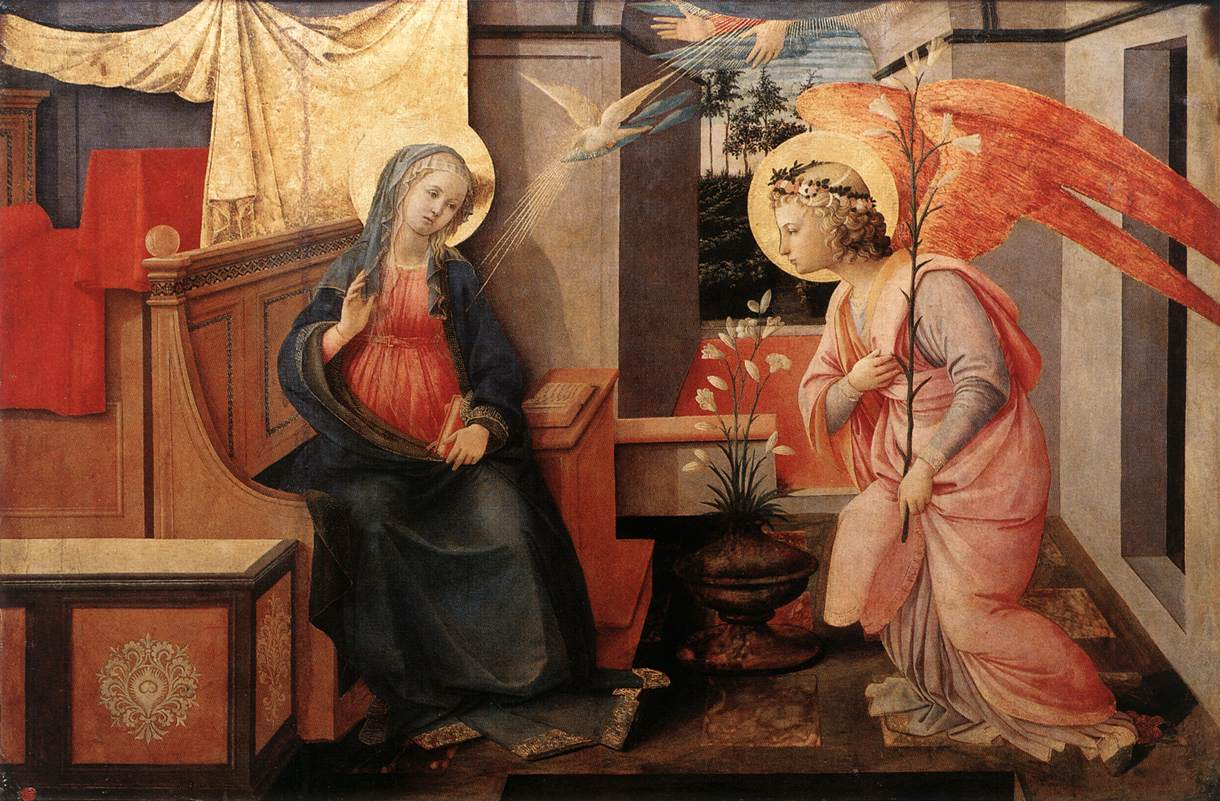
『受胎告知』(1445-1450年)、ドーリア・パンフィーリ美術館 (ローマ)
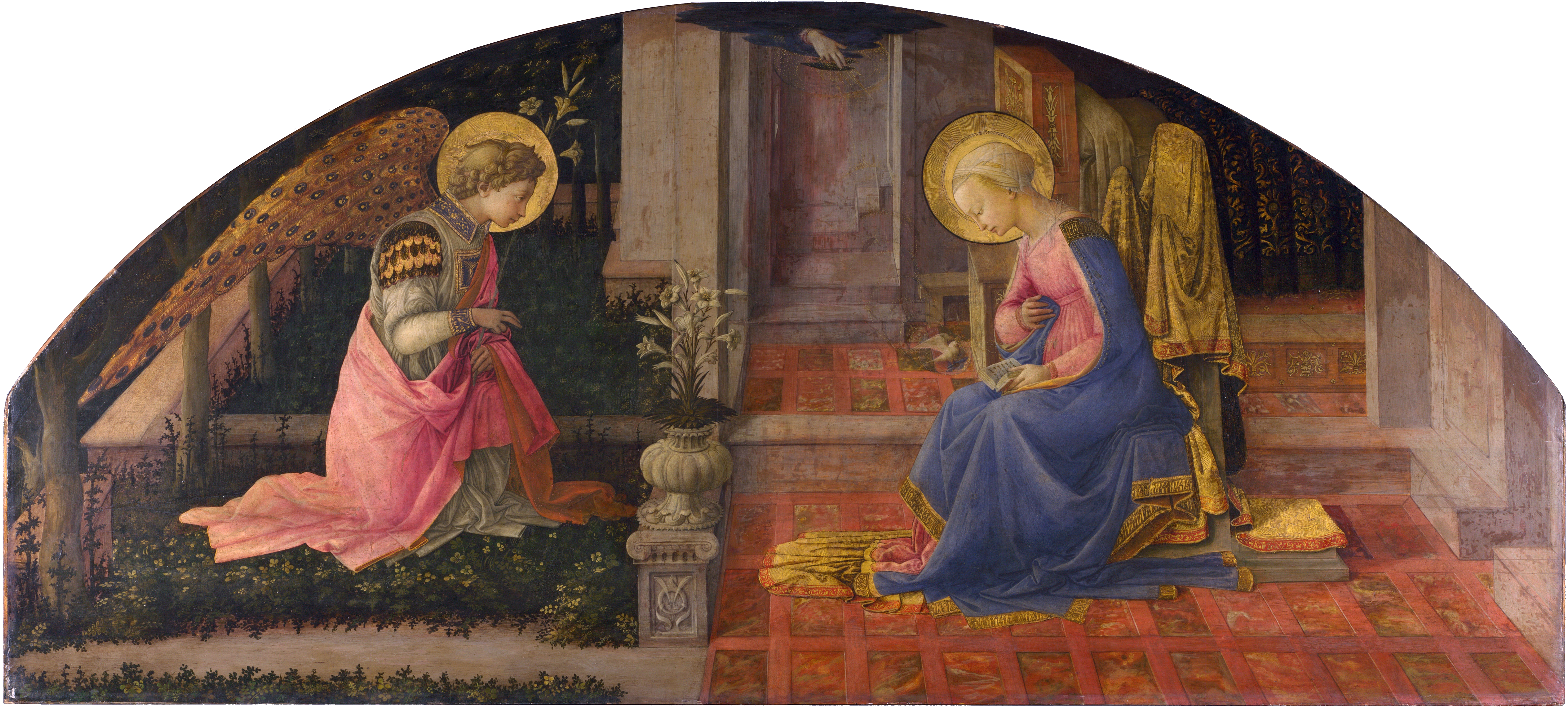
『受胎告知』(1449-1459年)、ナショナル・ギャラリー (ロンドン)